# Zduńska Wola
Zduńska Wola là một thị trấn thuộc huyện Zduńskowolski, tỉnh Łódźkie ở trung tâm Ba Lan. Thị trấn có diện tích 25 km². Đến ngày 1 tháng 1 năm 2011, dân số của thị trấn là 43854 người và mật độ 1785 người/km².